# Płaczliwa Kopka
Płaczliwa Kopka – szczyt w grani głównej Tatr Bielskich. Znajduje się  w masywie Płaczliwej Skały (Ždiarska vidla, 2142 m), po jej zachodniej stronie, oddzielony płytkim siodłem Płaczliwej Przehyby. Zachodnie stoki Płaczliwej Kopki opadają do Strzystarskiej Przełęczy (1969 m).
Nazwę utworzył Władysław Cywiński w 4 tomie przewodnika Tatry. Płaczliwa Kopka to mało wybitne, kopulaste i trawiaste wzniesienie. Ku północy opada ścianą do Strzystarskiego Żlebu, na południową stronę natomiast, do Doliny Zadnich Koperszadów od Płaczliwej Kopki odbiega trawiasta grzęda, oddzielająca Szeroki Żleb Bielski od Skrajnego Płaczliwego Żlebu. W grzędzie tej na wysokości około 1950 m znajduje się Skrajna Płaczliwa Kazalnica.